# Jane Gylling
Jane Hilda Charlotta Gylling, verh. Palm (* 6. April 1902 in Visby, Gotland; † 10. März 1961 in Örgryte, Göteborg) war eine schwedische Schwimmerin.
Gylling nahm an den Olympischen Spielen 1920 in Antwerpen über 4 × 100 m Freistil teil und gewann zusammen mit Aina Berg, Emy Machnow und Carin Nilsson die Bronzemedaille. Über 100 m Freistil und 300 m Freistil belegte sie jeweils den 6. Platz.